# WCW Hall of Fame

Logo de la WCW

El WCW Hall of Fame fue un salón de la fama de lucha libre profesional estadounidense creado por la empresa World Championship Wrestling (WCW). Se otorgó por primera vez en 1993 y honraba a los luchadores que formaron parte de National Wrestling Alliance (NWA) y Jim Crockett Promotions (JCP), compañías predecesoras de WCW. El locutor Gordon Solie elegía a los miembros, los cuales recibían su placa durante el segmento «Legends Reunion», en el evento de pago por visión anual Slamboree. Después de la ceremonia de 1995, WCW no volvió a entregar la distinción, por lo que solo duró tres años. Más tarde, en 2001, World Wrestling Entertainment (WWE) adquirió los activos del negocio, incluyendo sus campeonatos, algunos luchadores y su videoteca.
La entrega inicial se celebró el 23 de mayo de 1993, en el primer Slamboree, en The Omni, Atlanta (Georgia). Los inducidos fueron Lou Thesz, Verne Gagne y Mr. Wrestling II; Eddie Graham también fue incluido ese año, pero como reconocimiento póstumo. Durante la siguiente edición, llevada a cabo el 22 de mayo de 1994 en el Civic Center de Filadelfia (Pensilvania), los luchadores Harley Race, Ole Anderson, The Crusher, Dick the Bruiser —de forma póstuma—, Ernie Ladd y Masked Assassin fueron incluidos en la lista. La ceremonia final se celebró el 25 de mayo de 1995 en la tercera tirada de Slamboree, en el Bayfront Arena de San Petersburgo (Florida). En ella se incorporó a Terry Funk, Antonio Inoki, Angelo Poffo, Dusty Rhodes y Gordon Solie; Big John Studd como póstumo. El mismo año, Solie, renunció a WCW en protesta por la inclusión de Poffo, ya que sentía que la gerencia principal había añadido a una persona que consideraba «incapaz» para el deporte como un favor dedicado a su hijo.

## Miembros

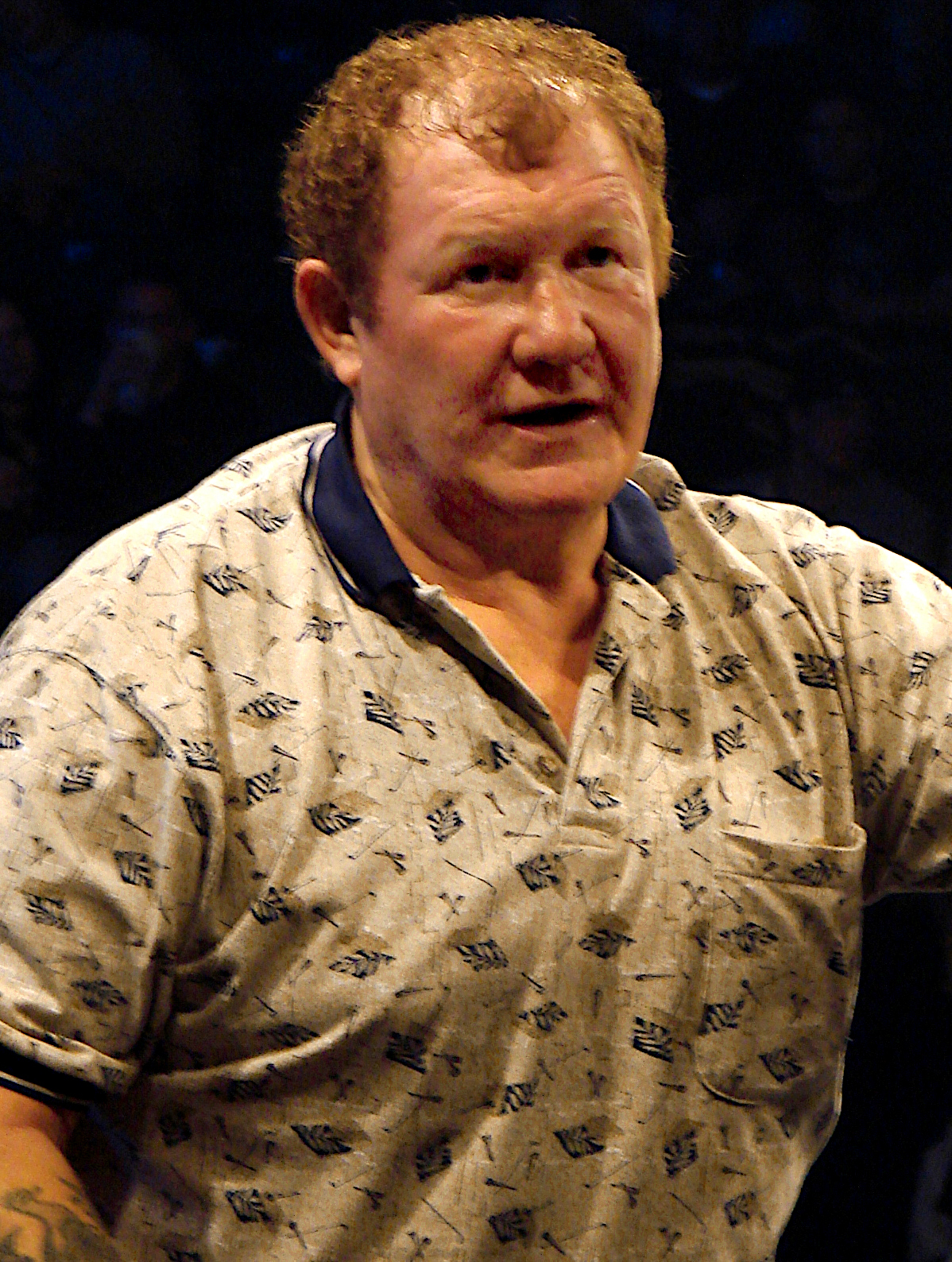
Harley Race, introducido en 1994

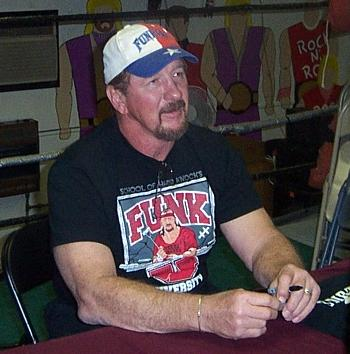
Terry Funk, introducido en 1995

| Año  | Nombre en el ring (nombre real)    | Notas |
| ---- | ---------------------------------- | --- |
| 1993 | Lou Thesz (Aloysius Thesz)         | Campeonato Mundial Peso Pesado de la NWA (3 veces), Campeonato Internacional de Peso Pesado de la NWA (1 vez), Campeonato de Peso Pesado Junior de la NWA (1 vez)        |
| 1993 | Verne Gagne (Laverne Gagne)        | Campeonato Mundial Peso Pesado de la AWA (10 veces), Campeonato Mundial Peso Pesado (Versión Omaha) (4 veces)                                                            |
| 1993 | Mr. Wrestling II (John Walker)     | Campeonato de Peso Pesado de Georgia de la NWA (10 veces), Campeonato Medio-Sur en Parejas de la NWA (9 veces), Campeonato de Peso Pesado de Florida de la NWA (2 veces) |
| 1993 | Eddie Graham (Edward Gossett)      | Miembro póstumo: Campeonato Mundial en Parejas de la NWA (Versión Florida) (7 veces), Campeonato en Parejas de los Estados Unidos de la NWA (4 veces)                    |
| 1994 | Harley Race                        | Campeonato Mundial Peso Pesado de la NWA (8 veces), Campeonato de Peso Pesado de los Estados Unidos de la NWA (Versión Atlántico Medio) (1 vez)                          |
| 1994 | Ernie Ladd (Ernest Ladd)           | Campeonato de Peso Pesado de América de la NWA (3 veces), Campeonato de Peso Pesado de Norteamérica de la NWA Tri-State (4 veces)                                        |
| 1994 | The Crusher (Reginald Lisowski)    | Campeonato Mundial Peso Pesado de la AWA (3 veces), Campeonato Mundial en Parejas de la AWA (9 veces)                                                                    |
| 1994 | Dick the Bruiser (William Afflis)  | |
| 1994 | Ole Anderson (Alan Rogowski)       | |
| 1994 | Masked Assassin (Joseph Hamilton)  | |
| 1995 | Wahoo McDaniel (Edward McDaniel)   | |
| 1995 | Dusty Rhodes (Virgil Runnels, Jr.) | |
| 1995 | Antonio Inoki (Kanji Inoki)        | |
| 1995 | Angelo Poffo                       | |
| 1995 | Terry Funk (Terrence Funk)         | |
| 1995 | Big John Studd (John Minton)       | |
| 1995 | Gordon Solie (Francis Labiak)      | |